# 昂布罗奈
昂布罗奈（法語：Ambronay，法語發音：[ɑ̃bʁɔnɛ] ⓘ）是法国东部安省的一个市镇，属于贝莱区。

## 地理
昂布罗奈（46°0'20"N, 5°21'38"E）面积33.55 平方千米，位于法国奥弗涅-罗讷-阿尔卑斯大区安省，该省份为法国东部省份，北起汝拉省，西北接索恩-卢瓦尔省，西接罗讷省和里昂大都会，南至伊泽尔省，东与萨瓦省、上萨瓦省和瑞士接壤。
与昂布罗奈接壤的市镇（或旧市镇、城区）包括：拉贝热芒德瓦雷、昂貝略昂比熱、加亚尔堡、杜夫尔、蓬丹、普里艾、旧圣让、比热地区圣朗贝尔、瓦朗邦。

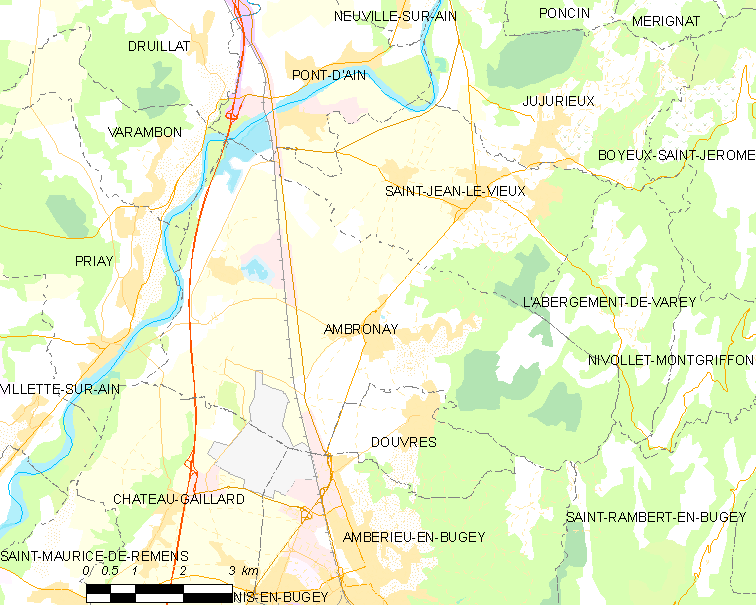
昂布罗奈的OSM定位图

昂布罗奈的时区为UTC+01:00、UTC+02:00（夏令时）。

## 行政
昂布罗奈的邮政编码为01500，INSEE市镇编码为01007。

## 政治
昂布罗奈所属的省级选区为昂贝略昂比热县。

## 人口

1962-2008年间昂布罗奈人口变化图示

昂布罗奈于2022年1月1日时的人口数量为2828人。